# Diddy Wah Diddy
Singles de Bo Diddley
Pretty Thing
(1955) Who Do You Love?
(1957)
Diddy Wah Diddy est une chanson écrite par Willie Dixon et Bo Diddley (sous le nom Ellas McDaniel), et enregistrée par ce dernier en 1956. Au fil des années, elle est reprise par de nombreux groupes et artistes, dont les Astronauts, Captain Beefheart et son Magic Band, The Remains, The Twilights, Taj Mahal, The Sonics, The Fabulous Thunderbirds, Ty Segall ou encore The Blues Band (en).
La chanson ne partage que son titre avec la chanson Diddie Wah Diddie de Blind Blake enregistrée en 1929, et ne doit pas être confondue avec Do Wah Diddy Diddy popularisée par Manfred Mann en 1964.

## Version originale par Bo Diddley
Diddy Wah Diddy est le quatrième single de Bo Diddley pour Checker Records, sorti en février 1956. La chanson est enregistrée le 10 novembre 1955 au studio Universal Recording Corporation (en) à Chicago. L'enregistrement voit la participation de The Moonglows aux chœurs, Willie Dixon à la basse, Jody Williams et Bo Diddley à la guitare, Clifton James à la batterie, Jerome Green aux maracas et Willie "Big Eyes" Smith (en) à l'harmonica.
La chanson parle de la ville imaginaire de Diddy Wah Diddy. Il n'était pas inhabituel au début du XXe siècle que les Afro-Américains des États du sud (en particulier en Floride) parlent de diverses villes et pays mythiques tels que Beluthahatchie, Ginny Gall, Diddy Wah Diddy et West Hell. Parmi tous les lieux imaginaires d'usage courant à l'époque, le folkloriste et ethnomusicologue Benjamin A. Botkin (en) note que Diddy Wah Diddy est « le plus grand et le plus connu des lieux mythiques des Noirs ». On croyait généralement qu'à Diddy Wah Diddy, la nourriture est en abondance, que les citadins n'ont pas à travailler et que les gens et les animaux n'ont aucun souci. La chanson de Dixon et McDaniel est chantée du point de vue d'un homme dont l'amante vit dans ce lieu mythique.

## Version de Captain Beefheart
Captain Beefheart and his Magic Band enregistrent une version blues rock, produite par David Gates, en janvier 1966 au studio Sunset Sound Recorders à Hollywood, en Californie. La chanson est le premier single du groupe, sorti sur le label A&M en mars de la même année. Certaines copies du single attribuent à tort à l'auteur-compositeur le nom de "A. Christensen". La chanson devient un succès régional, le groupe en faisant la promotion en mai, dans l'émission télévisée Where the Action Is (en), dans un playback filmé sur une plage de Californie.

### Crédits
- Don Van Vliet : chant, harmonica
- Doug Moon : guitare
- Alex Snouffer (en) : batterie
- Jerry Handley : guitare basse
- Richard Hepner : guitare

## Autres reprises
La première reprise connue de la chanson est celle du groupe The Astronauts, sur leur album chez RCA The Astronauts Orbit Kampus, en 1964.
À peu près au même moment que la version Captain Beefheart, au milieu de l'année 1966, The Remains sortent une version garage rock de la chanson qui est un succès de la côte est.
Deux groupes australiens, The Twilights et Mike Furber (en) and the Bowery Boys, reprennent la chanson, à nouveau en 1966. Un autre groupe australien, Running Jumping Standing Still, enregistre une version en 1967, qui se classe n°13 à Melbourne.
Le groupe de no wave 8-Eyed Spy réalise une version en 1980.
Tom Petty and the Heartbreakers reprennent la chanson en concert en 1997, enregistrement disponible sur la compilation The Live Anthology (en).